# 共产党列表
共产党特指作为原共产国际支部的政党及其衍生的奉行共产主义意识形态的政党，而不是泛指以共产主义为指导意识形态的政党，故本表不包括托洛茨基主义政党（参见各国托洛茨基主义组织列表）和左翼共产主义政党。共产党不一定以“共产党”命名，有部分共产党命名为工人党、勞動黨、社会党、人民党等等。而以“共产党”命名的政党也不一定是共产主义政党，如2008年以來成立的台湾共产党、中华民国共产党、台湾民主共产党、台湾人民共产党等。本表中的某些政党虽被认为已经在实践上放弃共产主义，但其纲领和章程中仍保留有奉行共产主义意识形态的内容，所以仍然列入。

## 现在执政的共产党
- 中國（1949年至今）—中国共产党
- 古巴（1965年至今）—古巴共产党
- （1975年至今）—老挝人民革命党
- 越南（1976年至今）—越南共产党（1951年—1976年，名为越南劳动党）
- 尼泊尔（1994年—1995年，2009年—2011年，2015年—2016年，2018年，2021年，2024年至今）—尼泊尔共产党（联合马列）
- 斯里蘭卡（2024年至今）—人民解放阵线

有极大争议： —朝鮮勞動黨

## 现在參政的共产黨
此处的“参政”指加入执政党或参加执政联盟或参加联合政府或在议会中支持现政府。
- 白俄羅斯—白俄罗斯共产党（参加执政联盟政党和公共协会首脑共和国协调委员会）
- 巴西—巴西共产党（参加执政联盟巴西希望）
- 智利—智利共产党（参加执政联盟为了智利团结）
- 哥伦比亚—哥伦比亚共产党、共同和哥伦比亚劳动党（参加执政联盟历史公约“哥伦比亚能”）
- 巴勒斯坦—解放巴勒斯坦人民阵线、解放巴勒斯坦民主阵线和巴勒斯坦人民党（参加执政联盟巴勒斯坦解放组织）
- 南非—南非共产党（加入执政党非洲人国民大会）
- 南奥塞梯—南奥塞梯共产党（在议会中支持会议—南奥塞梯人民党联合政府）
- 西班牙—西班牙共产党（参加西班牙工人社会党—汇总联合政府）
- 乌拉圭—乌拉圭共产党（参加执政联盟广泛阵线）
- 委內瑞拉—实现有组织革命行动运动统一倾向、委内瑞拉人民团结和委内瑞拉革命潮流（参加执政联盟西蒙·玻利瓦尔大爱国极点）

## 过去执政的共产党
短命国家、割据政权、地方政权的执政共产党不列入。
- 阿富汗（1978年—1990年）—阿富汗人民民主党
- 阿尔巴尼亚（1944年—1991年）—阿尔巴尼亚劳动党（1941年—1948年，名为阿尔巴尼亚共产党）
- 安哥拉（1977年—1990年）—安哥拉人民解放运动—劳动党
- （1976年—1989年）—贝宁人民革命党
- 保加利亚（1946年—1990年）—保加利亚共产党（1944年—1948年，名为保加利亚工人党（共产党人））
- 柬埔寨（1975年—1979年，1979年—1991年）—柬埔寨共产党，柬埔寨人民革命党
- 刚果（布）（1969年—1990年）—刚果劳动党
- 古巴（1962年—1965年）—古巴社会主义革命统一党
- 賽普勒斯（2008年—2013年）—劳动人民进步党
- 捷克斯洛伐克（1948年—1989年）—捷克斯洛伐克共产党
- 衣索比亞（1979年—1990年）—埃塞俄比亚劳动人民党组织委员会，埃塞俄比亚工人党
- 东德（1949年—1989年）—德国统一社会党
- 格瑞那達（1979年—1983年）—新宝石运动
- （1992年—2015年，2020年—2024年）—人民进步党/公民
- 匈牙利（1949年—1989年）—匈牙利劳动人民党，匈牙利社会主义工人党
- （1948年—1992年）—北朝鲜劳动党，朝鲜劳动党
- 摩尔多瓦（2001年—2009年）—摩尔多瓦共和国共产党人党
- 蒙古（1921年—1991年）—蒙古人民革命党（1920年—1925年，名为蒙古人民党）
- 莫桑比克（1977年—1989年）—莫桑比克解放阵线党
- 尼泊尔（2008年—2009年，2011年—2013年，2016年—2017年，2018年—2021年，2022年—2024年）—尼泊尔共产党（毛主义中心）（1995年—2009年，名为尼泊尔共产党（毛主义）；2009年—2016年，名为尼泊尔联合共产党（毛主义）），尼泊尔共产党 (2018年)
- 北越（1945年—1976年）—印度支那共产党，越南劳动党
- 秘魯（2021年—2022年）—自由秘鲁
- 波蘭（1944年—1989年）—波兰工人党，波兰统一工人党
- 羅馬尼亞（1947年—1989年）—罗马尼亚共产党（1948年—1965年，名为罗马尼亚工人党）
- 俄罗斯（1917年—1922年）—俄国社会民主工党 (布尔什维克)，俄国共产党（布尔什维克）
- 圣马力诺（1945年—1957年，1978年—1990年，2017年）—圣马力诺共产党，联合左翼
- 索马里（1976年—1991年）—索马里革命社会主义党
- 苏联（1922年—1991年）—苏联共产党（1918年—1925年，名为俄国共产党（布尔什维克）；1925年—1952年，名为全联盟共产党（布尔什维克））
- 南越（1975年—1976年）—越南劳动党
- 南也門（1978年—1990年）—也门社会党
- （1991年—1992年）—塔吉克斯坦共产党
- 图瓦（1921年—1944年）—图瓦人民革命党
- 南斯拉夫（1943年—1990年）—南斯拉夫共产主义者联盟（1920年—1952年，名为南斯拉夫共产党）

## 现存的共产党
- 阿布哈茲—阿布哈兹共产党
- 阿富汗—阿富汗共产党（毛主义）、阿富汗解放组织、阿富汗马列主义组织
- 阿尔巴尼亚—阿尔巴尼亚共产党 (1991年)、阿尔巴尼亚十一月八日共产党、阿尔巴尼亚重组劳动党
- 阿尔及利亚—阿尔及利亚争取民主和社会主义党
- 阿根廷—阿根廷共产党、共产党（非常代表大会）、革命共产党、解放党
- 亞美尼亞—亚美尼亚共产党 (1991年)、亚美尼亚联合共产党、亚美尼亚进步联合共产党
- —澳大利亚共产党 (1996年)、澳大利亚共产党（马列）、澳大利亚共产党 (2019年)[6]
- 奥地利—奥地利共产党、奥地利劳动党、奥地利（毛主义）共产党成立委员会
- —阿塞拜疆共产党 (1993年)、阿塞拜疆共产党 (1996年)、阿塞拜疆共产党 (2011年)、阿塞拜疆联合共产党
- 巴林—民族解放阵线—巴林、民主进步论坛
- —孟加拉国工人党、孟加拉国共产党、孟加拉国共产党（马克思主义）、孟加拉国社会党、孟加拉国社会党（马克思主义）、孟加拉国社会主义党[7]、孟加拉国革命工人党、孟加拉国共产党（马列） (巴鲁阿)、孟加拉国共产党（马列） (乌玛尔)、孟加拉国共产党（马列） (杜塔)、孟加拉国共产党（马列）[8]、革命共产党、新革命共产党、东孟加拉无产阶级党、东孟加拉无产阶级党毛主义布尔什维克重组运动、东孟加拉共产党、东孟加拉共产党—马列、东孟加拉共产党—马列（红旗）、东孟加拉共产党—马列（人民战争）、新东孟加拉共产党、工农社会党、民主革命党、孟加拉国革命共产主义联盟[9]、孟加拉国共产主义运动[10][11]
- 白俄羅斯—白俄罗斯共产党、白俄罗斯工人共产党、革命共产主义者团体“红色楔子”、白俄罗斯共产党共和国委员会
- 比利时—比利时工人党、比利时共产党 (2018年)、比利时马列毛主义中心（葡萄牙语：Centro Marxista-Leninista-Maoísta da Bélgica）、瓦隆尼亚—布鲁塞尔共产党人
- —贝宁共产党、贝宁马列主义共产党
- 不丹—不丹共产党（马列毛）
- 玻利维亚—玻利维亚共产党、玻利维亚共产党—马列毛、人民革命阵线（马列毛）（英语：People's Revolutionary Front (Marxist−Leninist−Maoist)）
- —波斯尼亚和黑塞哥维那工人共产党、劳动党—波黑
- 巴西—巴西共产党、巴西的共产党 (1993年)、巴西共产党 (2022年)（西班牙语：Partido Comunista de Brasil (Fracción Roja)）、革命共产党、革命巴西共产党[12]、马列主义共产党[13]、路易斯·卡洛斯·普列斯特斯共产主义极点[14]、人民革命行动—民主工党
- 保加利亚—保加利亚共产党 (1996年)、保加利亚共产党 (1990年)、保加利亚共产党—马克思主义者、保加利亚共产党人党、保加利亚共产主义者联盟、保加利亚工人党/共产党人/、保加利亚工农党[15]、九月二十三日运动[16]
- 布吉納法索—争取民主和社会主义党/梅特巴、沃尔特革命共产党
- 緬甸—缅甸共产党
- 喀麦隆—喀麦隆人民联盟—全国争取民主机构宣言
- 加拿大—加拿大共产党、加拿大共产党（马列）、共产主义联盟、争取民族解放社会主义行动、加拿大共产党（红色派）[17]
- —乍得争取团结和社会主义行动
- 智利—智利共产党、智利共产党（无产阶级行动）、智利共产党红色派（西班牙语：Fracción Roja del Partido Comunista de Chile）、革命左翼运动、爱国联盟、曼努埃尔·罗德里格斯爱国运动、革命共产党
- 中國—中国共产党、中国毛泽东主义共产党
- 哥伦比亚—哥伦比亚共产党、共同、哥伦比亚共产党（马列）、哥伦比亚共产党—毛主义（英语：Colombian Communist Party – Maoist）、哥伦比亚劳动党、独立革命工人运动、争取社会主义存在、革命共产主义团体、哥伦比亚共产党（红色派）、无产阶级权力—哥伦比亚马列毛主义党组织、共产主义工人联盟（马列毛）[18]
- 刚果（金）—刚果共产党、刚果革命组织
- —人民先锋党
- —科特迪瓦革命共产党、科特迪瓦无产阶级共产党
- —克罗地亚社会主义工人党、克罗地亚共产党
- 塞爾維亞—红色行动/红色倡议
- 古巴—古巴共产党
- 賽普勒斯—劳动人民进步党、塞浦路斯共产主义倡议[19]
- 捷克—捷克和摩拉维亚共产党、捷克斯洛伐克共产党 (1999年)、捷克斯洛伐克共产党—捷克斯洛伐克劳动党
- 丹麦—丹麦共产党、共产党、工人共产党（英语：Workers' Communist Party (Denmark)）
- —劳动共产党、多米尼加共和国共产党[20]、革命力量、共产党（马列）
- —厄瓜多尔马列主义共产党、厄瓜多尔共产党、厄瓜多尔共产党 (2012年)、厄瓜多尔共产党—红太阳、厄瓜多尔工人党、阿尔法罗活着该死政治运动
- 埃及—埃及共产党、埃及革命共产党
- 薩爾瓦多—萨尔瓦多共产党 (2005年)
- 爱沙尼亚—爱沙尼亚共产党 (1990年)、爱沙尼亚共产党 (苏联共产党 (2001年))
- 衣索比亞—全埃塞俄比亚社会主义运动
- 芬兰—芬兰共产党 (1994年)、共产主义工人党—争取和平与社会主义、共产主义者联盟、芬兰毛主义委员会
- 法國—法国共产党、法国共产主义复兴极点、法国工人共产党、法国革命共产党、共产党人革命党、毛主义共产党、马列主义共产主义组织—无产阶级道路、马列主义无产阶级联盟、共产主义团结、共产主义者全国协会
- —格鲁吉亚统一共产党、格鲁吉亚共产党 (1992年)、格鲁吉亚新共产党、社会主义纲领
- 德国—德国的共产党、德国马列主义党、德国共产党 (1990年)、共产党[21]、争取德国共产主义工人党建设组织（工作未来）、红旗委员会
- 希腊—希腊共产党、希腊共产党（马列）、希腊马列主义共产党、争取希腊共产党重建组织、争取1918年—1955年的希腊共产党重组运动（英语：Movement for the Reorganization of the Communist Party of Greece 1918–1955）、共产主义革新、左翼反资本主义团体、左翼重组、共产主义解放、希腊革命共产主义运动、希腊共产主义组织、革命统一
- —瓜德罗普共产党
- —危地马拉劳动党 (2005年)
- 海地—新海地共产党（马列）
- —洪都拉斯共产党 (2011年)
- 匈牙利—匈牙利工人党、匈牙利工人党2006—欧洲左翼、匈牙利社会主义工人党 (1993年)
- 印度—印度共产党（马克思主义）、印度共产党、印度共产党（毛主义）、革命社会党、革命社会党（列宁主义）、印度社会主义团结中心（共产党人）、印度共产党（马列）解放、印度共产党（马列）红星、印度共产党（马列）新民主、印度共产党（马列）阶级斗争、印度共产党（马列）群众路线[22]、印度共产党（马列）第二中央委员会、印度共产党（马列）索姆纳特、印度共产党（马列） (马哈德夫·慕克吉)、印度马列主义党（红旗）、印度共产主义起义党、共产主义马克思主义党 (约翰)、巴拉特共产党、革命马克思主义者共产党、印度联合邦共产党、印度共产主义革命联盟、印度布尔什维克党、印度工人党、印度农工党、红旗党（列宁主义）、马克思主义协调委员会、印度马克思主义共产党（联合）、马克思主义纲领、印度人民革命党、印度革命共产党、真理探索者共产党、印度革命马克思主义党、印度联合共产党、印度共产主义革命者团结中心（马列） (D·V·拉奥)、保卫民主协会、革命民主组织、民族主义共产党、奥里萨共产党、印度特伦甘纳共产党、大众共产党、康格雷帕克共产党、康格雷帕克人民革命党、曼尼普尔毛主义共产党、喀拉拉革命社会党（布尔什维克）、那加兰民族社会主义委员会
- 伊朗—伊朗人民党、伊朗共产党 (1983年)、伊朗共产党（马列毛）、伊朗劳动党（风暴）（英语：Labour Party of Iran (Toufan)）、伊朗劳动者党、伊朗工人共产党、伊朗工人共产党—赫克马特主义、敢死组织（少数派）、伊朗人民敢死游击队组织—一致纲领追随者、伊朗人民敢死游击队组织 (1985年)、伊朗人民敢死游击队、工人道路、伊朗红色道路（毛主义团体）[15]
- 伊拉克—伊拉克共产党、伊拉克工人共产党、伊拉克左翼工人共产党、库尔德斯坦共产党—伊拉克、库尔德斯坦工人共产党、库尔德斯坦民主人民运动
- 愛爾蘭—工人党、工人党 (2021年)[23]、爱尔兰共产党、爱尔兰共产党 (2022年)[24]、爱尔兰共和社会党
- 以色列—以色列共产党、达安工人党、以色列共产主义论坛[25]
- 義大利—重建共产党、意大利共产党 (2016年)、共产党、共产主义纲领、意大利马列主义党、马列主义意大利共产党、共产主义者网络、争取共产主义支持抵抗委员会党、毛主义共产党[15]、共产主义阵线（英语：Communist Front (Italy)）、人民抵抗
- 日本—日本共产党、日本共产党（左派）、日本共产党（行动派）、日本劳动党、革命的共产主义者同盟全国委员会、革命的共产主义者同盟再建协议会、日本革命的共产主义者同盟革命的马克思主义派、日本革命的共产主义者同盟革命的马克思主义派（探究派）、共产主义者同盟（统一委员会）、共产主义者同盟无产阶级派、劳动者共产党、争取劳动解放劳动者党、统一共产同盟、劳动者社会主义同盟、革命的劳动者协会（社会党社青同解放派）、革命的劳动者协会（解放派）
- 约旦—约旦共产党、约旦民主人民党
- —哈萨克斯坦共产党 (1991年)、哈萨克斯坦社会主义运动
- —共产党马克思主义—肯尼亚、肯尼亚共产党
- 科威特—科威特进步运动
- —吉尔吉斯斯坦共产党人党、吉尔吉斯斯坦共产党 (1999年)
- —老挝人民革命党
- 拉脫維亞—拉脱维亚社会党、拉脱维亚共产党
- 黎巴嫩—黎巴嫩共产党、黎巴嫩共产主义行动组织、劳动者联盟
- 賴索托—莱索托共产党
- 立陶宛—社会主义人民阵线、社会党、立陶宛共产党
- 盧森堡—卢森堡共产党、卢森堡共产主义组织
- 北馬其頓—马其顿共产党、马其顿共产党—铁托力量
- 马达加斯加—马达加斯加独立大会党
- —马里劳动党、非洲争取民主和独立团结
- 馬爾他—马耳他共产党
- —马提尼克共产党、争取独立和社会主义共产党
- 墨西哥—社会主义人民党、墨西哥社会主义人民党、墨西哥共产党 (2011年)、墨西哥共产党（马列）（英语：Communist Party of Mexico (Marxist–Leninist)）、共产党人党、墨西哥共产党重建委员会、墨西哥共产党支持组织
- 摩尔多瓦—摩尔多瓦共和国共产党人党、人民抵抗
- 蒙特內哥羅—黑山南斯拉夫共产党
- 摩洛哥—民主道路、摩洛哥马列主义无产阶级路线
- 尼泊尔—尼泊尔共产党（联合马列）、尼泊尔共产党（毛主义中心）、尼泊尔共产党（联合社会主义者）、尼泊尔共产党（火炬） (2006年)、尼泊尔共产党（马列） (2002年)、尼泊尔共产党（马克思主义） (2006年)、尼泊尔共产党（马列毛）共产党人、尼泊尔共产党 (2013年)、尼泊尔共产党 (2014年)、尼泊尔的共产党、尼泊尔科学社会主义共产党、尼泊尔工农党、尼泊尔革命共产党、尼泊尔共产党（马列—社会主义者）、尼泊尔共产党（毛主义中心） (戈帕尔·基拉蒂)、尼泊尔共产党（联合） (昌德拉·戴夫·乔希)、尼泊尔共产党民族主义者、尼泊尔毛主义共产党、尼泊尔共产党（马克思主义） (普什帕·拉尔)、尼泊尔共产党（民主） (苏迪普·鲁瓦利)、尼泊尔共产党（社会主义者）、尼泊尔共产党（光荣）、尼泊尔共产党毛主义社会主义者、尼泊尔共产党团结全国运动、尼泊尔共产党（布尔什维克）
- 荷蘭—荷兰新共产党、联合共产党、革命社会党、马列主义者团体/红色黎明、共产主义纲领
- 新西兰—奥特亚罗瓦新共产党、共产主义联盟
- 尼加拉瓜—尼加拉瓜共产党、马列主义人民行动运动
- 挪威—红党、挪威共产党、为人民服务—共产主义联盟、共产主义纲领、马列—革命团体、革命共产主义联盟[26]
- 巴勒斯坦—解放巴勒斯坦人民阵线、解放巴勒斯坦民主阵线、巴勒斯坦人民党、革命巴勒斯坦共产党、巴勒斯坦共产党 (1991年)
- 巴拿马—巴拿马人民党、巴拿马共产党（马列）、十一月二十九日民族解放运动
- 巴拉圭—巴拉圭共产党、巴拉圭共产党（独立）、自由祖国党
- 巴基斯坦—巴基斯坦共产党 (1999年)、巴基斯坦共产党 (塔希姆)、工农党、人民运动、巴基斯坦工人阵线
- 秘魯—秘鲁共产党、秘鲁共产党—红色祖国、秘鲁共产党（马列）、秘鲁共产党 (光辉道路)、秘鲁军事化共产党、秘鲁无产阶级党、自由秘鲁、工农学生和人民阵线、秘鲁马列主义党、社会主义革命党、人民民主集团、全国进步协调
- 菲律賓—菲律宾共产党、菲律宾共产党 (1930年)、菲律宾工人党、菲律宾马列主义党、菲律宾革命工人党
- 波蘭—波兰共产党 (2002年)、爱德华·盖莱克经济复兴运动
- 葡萄牙—葡萄牙共产党、葡萄牙工人共产党/无产阶级党重组运动、葡萄牙马列主义联盟
- 波多黎各—波多黎各共产党 (2010年)
- 留尼汪—留尼汪共产党
- 羅馬尼亞—罗马尼亚社会党、罗马尼亚共产党 (1991年)、共产党
- 俄羅斯—俄罗斯联邦共产党、苏联共产党俄罗斯共产主义工人党、俄罗斯劳动阵线、劳动俄罗斯、俄罗斯共产党人、联合共产党、时代本质、俄罗斯毛主义党、无产阶级专政党、革命社会主义者联盟、俄罗斯共产党（国际主义者）（俄语：Российская коммунистическая партия (интернационалистов)）、马列主义纲领、乌拉尔毛主义者联盟
- 塞内加尔—一起行动/非洲争取民主和社会主义党
- 塞爾維亞—南斯拉夫新共产党、劳动党、塞尔维亚共产党人、塞尔维亚劳动革命联盟、南斯拉夫共产党重建委员会[27]
- 斯洛伐克—斯洛伐克共产党、黎明、斯洛伐克普通公民
- 斯洛維尼亞—斯洛文尼亚社会党
- 南非—南非共产党、南非共产党（马列）、经济自由斗士、社会主义革命工人党、南非布尔什维克党
- 南奥塞梯—南奥塞梯共产党、南奥塞梯共和国共产党人党
- 南蘇丹—南苏丹共产党
- 西班牙—西班牙共产党、西班牙人民共产党、西班牙工人共产党、西班牙共产党（马列）（英语：Communist Party of Spain (Marxist–Leninist)）、西班牙共产党（重建）、西班牙共产主义统一、西班牙共产主义工人党、西班牙工人党、西班牙人民马列主义阵线、革命共产党、马列主义党（共产主义重建）、民主劳动党、毛主义共产党、共产主义倡议[28]、无产阶级联盟[29]、加泰罗尼亚共产党人、现存的加泰罗尼亚统一社会党、加泰罗尼亚人民共产党、前进—民族解放社会主义组织、大会、加利西亚人民联盟、加利西亚人民阵线、加利西亚人民共产党、加利西亚毛主义共产党建设委员会[15]
- 苏丹—苏丹共产党
- 瑞典—瑞典共产党 (1995年)、共产党、共产主义协会[30]、共产主义工人协会[31]、瑞典共产主义者同盟
- 瑞士—瑞士劳动党、共产党、巴塞尔劳动党、瑞士马列主义团体、瑞士共产党 (2002年)
- 斯里蘭卡—人民解放阵线、斯里兰卡共产党、锡兰共产党（毛主义）、阵线社会主义党、新民主马列主义党、斯里兰卡共产党（替代团体）、毛主义革命联盟[32]
- —斯威士兰共产党
- 叙利亚—敘利亞共產黨（巴格達什派）、统一叙利亚共产党、人民意志党、共产主义劳动党
- —塔吉克斯坦共产党
- 东帝汶—帝汶社会党
- 多哥—多哥共产党
- 德涅斯特河沿岸—德涅斯特河沿岸的共产党
- 突尼西亞—工人党、民主爱国者统一党、爱国民主社会党
- 土耳其—土耳其共产党 (2001年)、土耳其工人党 (2017年)、人民解放党、马列主义共产党、被压迫者社会党、土耳其革命共产党、劳动党、社会主义重建党、土耳其共产党/马列、土耳其共产党—马列、土耳其共产党/马列（毛主义党中心）、毛主义共产党、毛主义共产党 (2021年)、布尔什维克党（北库尔德斯坦—土耳其）、革命人民解放党-阵线、土耳其共产主义劳动党/列宁主义、土耳其共产主义工人党、土耳其共产党 (工人之声)、革命公社社员党、社会主义解放党、土耳其共产主义运动、共产主义革命运动/列宁主义、马列主义武装宣传队、土耳其革命共产主义联盟、土耳其社会主义工人党、土耳其工农党、社会自由党、劳动主义运动党、革命运动、美索不达米亚共产主义阿拉米人、库尔德斯坦共产党、库尔德斯坦革命党
- —土库曼斯坦共产党 (1998年)
- 乌克兰—乌克兰共产党、乌克兰共产主义者联盟、协会“斗争”
- 英国—不列颠共产党、不列颠共产党（马列）、大不列颠共产党（马列）、大不列颠共产党 (临时中央委员会)、不列颠新共产党、不列颠革命共产党（马列）、革命共产主义团体、共产主义联盟、共和共产主义网络
- 美国—美国共产党、美国共产党（临时）、进步劳工党、社会主义工人党、工人世界党、争取社会主义和解放党、美国革命共产党、美国马列主义组织、共产主义之声组织、争取新美国革命者联盟、自由道路社会主义组织、解放道路[33]、美国共产主义工人纲领[34]、美国劳工党[35]、美国共产党人党[36]、美国的共产党[37]、毛主义共产主义联盟[38]、革命黑豹党、新非洲黑豹党、全非人民革命党、非洲人民社会党
- 乌拉圭—乌拉圭共产党、三月二十六日运动、乌拉圭革命共产党、东岸革命运动、人民大会、乌拉圭马列主义共产党[39]
- —乌兹别克斯坦共产党 (1994年)
- 委內瑞拉—委内瑞拉共产党、实现有组织革命行动运动统一倾向、委内瑞拉人民团结、委内瑞拉革命潮流、红旗、委内瑞拉马列主义共产党（西班牙语：Partido Comunista Marxista Leninista de Venezuela）、革命劳动党
- 越南—越南共产党
- 尚比亞—社会党
- 后苏联国家—全联盟共产党布尔什维克、全联盟共产党（布尔什维克） (1995年)、全联盟党“共产主义者联盟”、苏联共产党 (1992年)、苏共布尔什维克纲领

## 已消亡的共产党（部分）
芬兰共产党
冰岛共产党
法罗共产党
梅梅尔工人党
西白俄罗斯共产党
西乌克兰共产党
蘇聯共產黨
鞑靼斯坦共和国共产党
德国共产党
德国社会主义倡议
波兰共产党
波兰工人党
波兰统一工人党
捷克斯洛伐克共产党
匈牙利共产党
匈牙利劳动人民党
罗马尼亚共产党
南斯拉夫共产主义者联盟
希腊共产党（国内派）
希腊左翼
革新共产主义生态左翼
北爱尔兰共产党
泽西共产党
根西共产党
爱尔兰工人党 (1962年)
荷兰共产党
比利时共产党
佛兰德共产党
布列塔尼共产党
加泰罗尼亚统一社会党
加泰罗尼亚共产党人党
巴斯克祖国共产党
瑞士共产党
意大利共产党人党
阜姆共产党
的里雅斯特自由区共产党
圣马力诺重建共产党
奄美共产党
冲绳人民党
朝鲜共产党
朝鲜新民党
北朝鲜共产党
北朝鲜劳动党
南朝鲜劳动党
图瓦人民革命党
内蒙古人民革命党
新疆民主革命党
西藏共產黨
臺灣共產黨
成功大學共產黨
印度支那共产党
柬埔寨共产党
泰國共產黨
缅甸红旗共产党
缅甸工人党
掸邦共产党
南洋共产党
馬來亞共產黨
婆罗洲共产党
北加里曼丹共产党
马来西亚共产党
印度尼西亞共產黨
法属印度共产党
印度共产党（马列）
尼泊尔共产党
巴基斯坦共产党
伊朗共产党
沙特阿拉伯共产党
也门革命民主党
叙利亚和黎巴嫩共产党
叙利亚共产党
以色列共产党 (1948年)
土耳其共产党 (1920年)
土耳其联合共产党
土耳其共产党 (2001年)
埃及共产党 (1922年)
埃及共产党 (1958年)
利比亞共產黨
阿尔及利亚共产党
摩洛哥共产党
摩洛哥解放与社会主义党
加那利群岛共产主义统一党
法属西非非洲独立党
塞内加尔共产党
提格雷马列主义联盟
索马里革命社会主义党
尼日利亚社会主义工农党
尼日利亚共产党
布隆迪工人党
安哥拉共产党
莫桑比克共产党
马尔加什共产党
纳米比亚共产党
南罗得西亚共产党
斯威士兰共产党 (1994年)
澳大利亚共产党
澳大利亚革命社会党
新西兰共产党
新西兰社会主义统一党
新西兰工人党
新西兰工人党 (2002年)
加拿大劳工-进步党
美国黑豹党
墨西哥共产党
墨西哥统一社会党
危地马拉劳动党
萨尔瓦多共产党
洪都拉斯共产党
古巴人民社会党
牙买加工人党
牙买加共产党
海地共产党
海地共产主义者统一党
多米尼加共产党
波多黎各共产党
格林纳达新宝石运动
特立尼达和多巴哥共产党
苏里南共产党

## 已放弃共产主义的政党（部分）
瑞典左翼党—共产党人
德国统一社会党
匈牙利社会主义工人党
保加利亚共产党
阿尔巴尼亚劳动党
大不列颠共产党
荷兰社会党
意大利共产党
圣马力诺共产党
朝鲜劳动黨
蒙古人民革命黨
柬埔寨人民革命党
阿富汗人民民主党
也门社会党
叙利亚共产党（政治局）
库尔德斯坦工人党
突尼斯共产党
阿尔及利亚社会主义先锋党
摩洛哥进步与社会主义党
塞内加尔民主联盟/争取劳动党运动
塞内加尔独立和劳动党
布基纳法索争取人民民主组织—劳动运动
贝宁人民革命党
厄立特里亚人民解放阵线
埃塞俄比亚人民革命党
埃塞俄比亚工人党
刚果劳动党
安哥拉人民解放运动—劳动党
争取安哥拉彻底独立全国联盟
莫桑比克解放阵线党
尼加拉瓜社会党
圭亚那人民进步党/公民
巴西的共产党